# قرار مجلس الأمن التابع للأمم المتحدة رقم 143
قرار مجلس الأمن التابع للأمم المتحدة رقم 143، اعتمد في 14 يوليو1960. بعد تقرير من الأمين العام، عملا بالمادة 99 من الميثاق  وطلب المساعدة العسكرية من قبل رئيس جمهورية الكونغو ورئيس وزرائها لحماية أراضيها، دعا المجلس بلجيكا سحب قواتها من الإقليم وتفويض الأمين العام باتخاذ الخطوات اللازمة لتزويد الحكومة بالمساعدة العسكرية التي قد تتمكن قوات الأمن الوطني من الوفاء بمهامها بالكامل. وطلب المجلس من الأمين العام رفع تقرير إلى مجلس الأمن حسب الاقتضاء.
اعتمد القرار بأغلبية ثمانية أصوات. امتنعت فرنسا وجمهورية الصين والمملكة المتحدة عن التصويت.

## روابط خارجية
- نص القرار في undocs.org
- "FIRST REPORT BY THE SECRETARY-GENERAL ON THE IMPLEMENTATION OF SECURITY COUNCIL RESOLUTION S/4387 OF 14 JULY 1960". undocs.org. United Nations. 18 يوليو 1960. S/4389. مؤرشف من الأصل في 2020-01-15.